# Teoria wszystkiego: powstanie i losy Wszechświata
Teoria wszystkiego: powstanie i losy Wszechświata (ang. The Theory of Everything: The Origin and Fate of the Universe) – wydany w 2002 nieautoryzowany zbiór wykładów brytyjskiego astrofizyka Stephena Hawkinga. Składa się z siedmiu wykładów, których nagrania Hawking wydał w 1994 pod tytułem Stephen W. Hawking’s Life Works: The Cambridge Lectures. Tytuł książki nawiązuje do teorii wszystkiego.
Hawking zastrzegał się, że nie brał udziału w jej opracowaniu i nie uznawał jej za swoją książkę.
W Polsce została wydana przez Zysk i S-ka w 2003 w przekładzie Piotra Amsterdamskiego (ISBN 83-7298-429-8).